# گیورگیوس زایمیس
گیورگیوس زایمیس (انگلیسی: Georgios Zaimis; زاده ۲۸ ژوئن ۱۹۳۷ – درگذشته ۱ مهٔ ۲۰۲۰) قایقران قایق بادبانی اهل یونان بود.